# Tramwaje w Puebli
Tramwaje w Puebli − zlikwidowany system komunikacji tramwajowej w meksykańskim mieście Puebla, działający w latach 1881−1942.

## Historia
Pierwszą linię tramwaju konnego w Puebli otwarto w maju 1881. W ciągu kolejnych 10 lat system rozbudowano do długości 20 km tras. Szerokość toru na liniach wynosiła 1435 mm. System ten obsługiwała spółka Ferrocarril Urbano de Puebla. W 1890 nowa spółka Ferrocarril Industrial de Puebla (FIP) rozpoczęła budowę podmiejskich linii tramwajowych do El Valor, Rancho Colorado i do Cholula. W 1894 linię z Cholula wydłużono o 20 km do Huejotzingo oraz w 1897 z El Valor do Panzacola. W 1907 obie spółki zostały wykupione przez kanadyjską spółkę i połączone w jedną o nazwie Compañía de Tranvías, Luz y Fuerza de Puebla (CTLyFP). 
Około 1907 planowano elektryfikację systemu, jednak wówczas tych planów nie zrealizowano. W kolejnych latach uruchomiono w Puebli tramwaje spalinowe, które jednak nie zastąpiły w całości tramwajów konnych. Ostatecznie zelektryfikowano linię podmiejską do Cholula. Ponowne otwarcie tej linii nastąpiło 27 maja 1924. W 1928 zlikwidowano linię od Cholula do Huejotzingo. 31 grudnia 1941 zlikwidowano linię tramwajową od centrum Puebli do Cholula, a trzy miesiące później w 1942 zlikwidowano linię do El Valor. 
Na 3 kilometrowym fragmencie linii do Cholula (od dworca kolejowego w Puebli do kamieniołomów Cementos Atoyac) do 1963 prowadzono przewozy towarowe. 